# VR-Bankverein Bad Hersfeld-Rotenburg
Der VR-Bankverein Bad Hersfeld-Rotenburg war eine deutsche Genossenschaftsbank mit Sitz in der hessischen Kreisstadt Bad Hersfeld im Landkreis Hersfeld-Rotenburg. Sie fusionierte im Jahr 2025 mit der Volksbank Mittelhessen eG.

## Geschichte

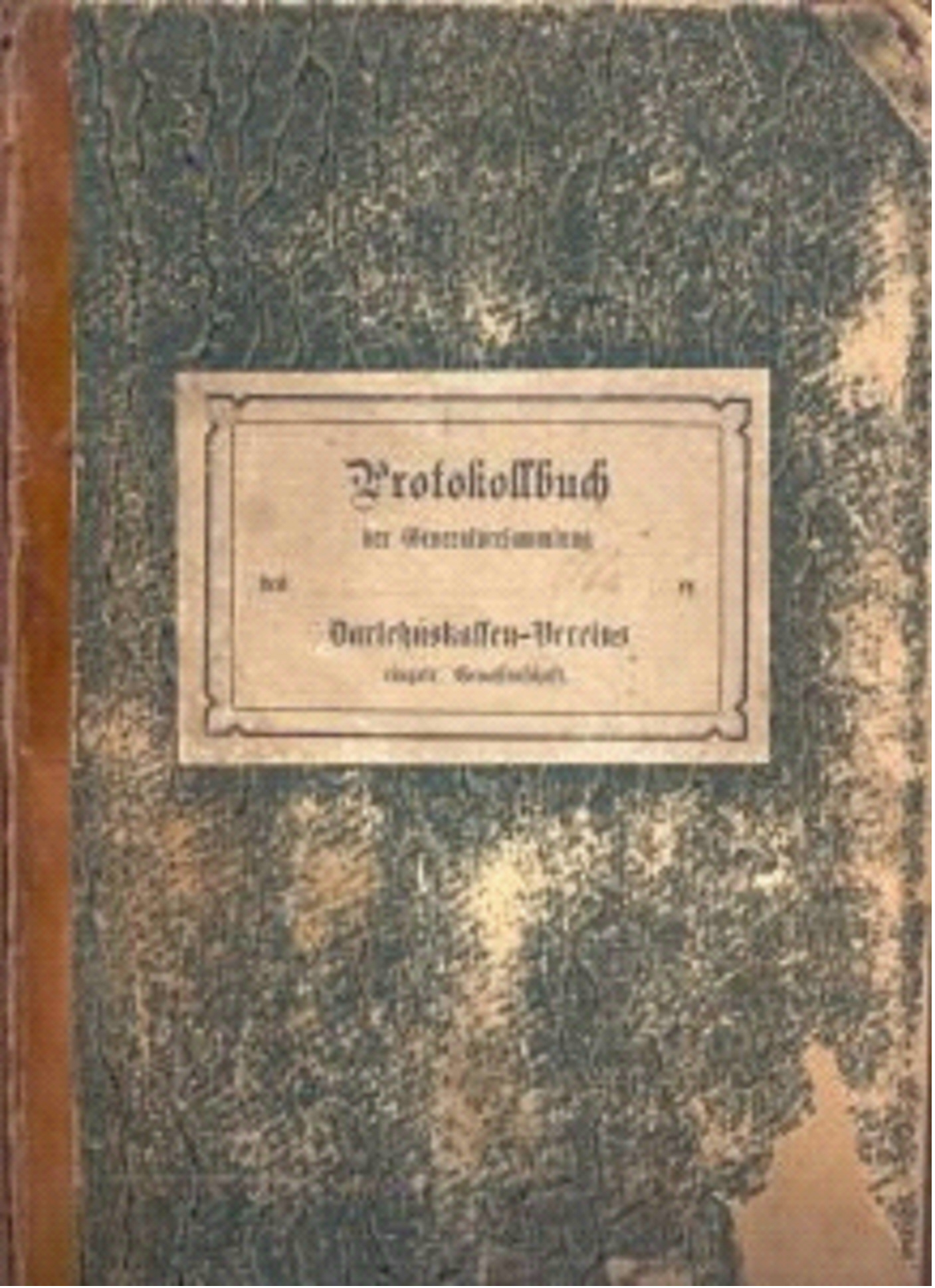
Protokollbuch Solz 1880

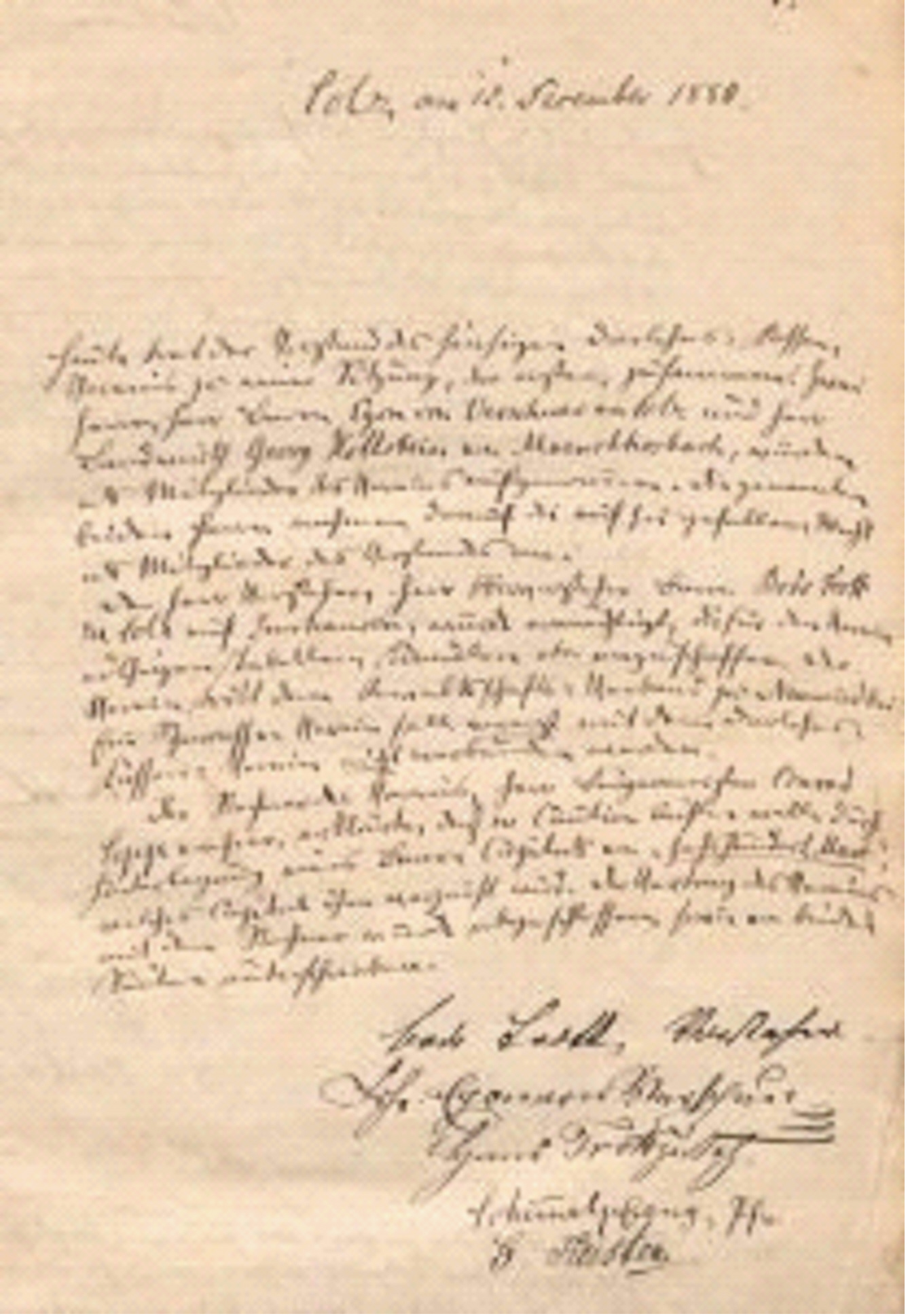
Protokollbuch Solz 1880 Seite 1

Am 12. Dezember bzw. 17. Dezember 1880 wurde mit der Gründung des Solzer Darlehnskassen-Vereins mit dem Sitz in Solz und des Ibaer Darlehnskassen-Vereins mit dem Sitz in Iba der Grundstein für die heutige VR-Bankverein Bad Hersfeld-Rotenburg eG gelegt. So kamen vor über 130 Jahren die Ideen der Genossenschaftlichen Hilfe zur Selbsthilfe von Friedrich Wilhelm Raiffeisen und Hermann Schulze-Delitzsch in das nordöstliche Hessen.
Durch zahlreiche Fusionen mit anderen Genossenschaftsbanken im Umkreis entwickelte sich über die Jahre hinweg die VR-Bankverein Bad Hersfeld-Rotenburg eG.
Diese Zusammenschlüsse waren 1990 die der Volksbank und Raiffeisenbank Rotenburg a. d. F. eG mit dem Sitz in Rotenburg an der Fulda und der Volksbank Bad Hersfeld eG mit dem Sitz in Bad Hersfeld zur VR-Bank Volksbank-Raiffeisenbank Bad Hersfeld-Rotenburg eG, 1992 die mit der Raiffeisenbank Ludwigsau eG mit dem Sitz in Ludwigsau und der Raiffeisenbank Neuenstein eG mit dem Sitz in Neuenstein, 1999 die mit der Raiffeisenbank Bebra-Sontra eG mit dem Sitz in Bebra und 2006 die mit der Raiffeisenbank Aulatal eG mit dem Sitz in Kirchheim zur VR-Bank Volksbank Raiffeisenbank Bad Hersfeld-Rotenburg eG (ab 2008 als VR-Bank Bad Hersfeld-Rotenburg eG firmierend).
Im Jahr 1937 fusionierte der Rotenburger Spar- und Darlehnskassenverein e.G.m.u.H mit dem Sitz in Rotenburg an der Fulda mit dem Lispenhäuser Spar- und Darlehnskassenverein e.G.m.u.H mit dem Sitz in Lispenhausen und der Braacher Spar- und Darlehnskasse e.G.m.u.H mit dem Sitz in Braach. Mit der Raiffeisenkasse Asmushausen eGmbH mit dem Sitz in Asmushausen fusionierte die Raiffeisenbank Rotenburg/F. eGmbH dann 1968. Im Jahr 1977 schlossen sich dann die Raiffeisenbank Rotenburg/F. eG und die Volksbank Rotenburg (Fulda) eG zur Volksbank und Raiffeisenbank Rotenburg a. d. F. eG zusammen. Diese fusionierte dann noch 1981 mit der Raiffeisenkasse Haselgrund eG mit dem Sitz in Schwarzenhasel.
Durch die Fusion der Raiffeisenbank Obergeis eG mit den Sitz in Obergeis mit der Raiffeisenbank Raboldshausen eG mit dem Sitz in Raboldshausen entstand 1981 die Raiffeisenbank Neuenstein eG.
1968 fusionierte die Raiffeisenkasse Meckbach eGmbH mit dem Sitz in Meckbach mit der Raiffeisenkasse Tann eGmbH mit dem Sitz in Tann und der Raiffeisenkasse Mecklar eGmbH mit dem Sitz in Mecklar zur Raiffeisenkasse Mecklar eGmbH, der späteren Raiffeisenbank Ludwigsau eG mit dem Sitz in Ludwigsau. Dieser schloss sich 1979 noch die Raiffeisenkasse Beenhausen eG mit dem Sitz in Beenhausen an.
Die Raiffeisenbank Bebra-Sontra eG entstand im Jahr 1980 aus der Fusion der Raiffeisenbank Bebra-Nentershausen eG mit dem Sitz in Bebra mit der Raiffeisenkasse Ulfetal eG mit dem Sitz in Sontra. Durch die Fusion der Raiffeisenkasse Iba und Umgebung eGmbH mit dem Sitz in Iba im Jahr 1972 mit der Raiffeisenkasse Weiterode eGmbH mit dem Sitz in Weiterode, der Raiffeisenkasse Nentershausen eGmbH mit dem Sitz in Nentershausen und der Raiffeisenkasse Richelsdorf-Süß eGmbH mit dem Sitz in Richelsdorf entstand die Raiffeisenbank Bebra-Nentershausen eGmbH.
Die Raiffeisenkasse Iba und Umgebung eGmbH entstand zuvor im Jahr 1968 aus der Fusion der Raiffeisenkasse Braunhausen eGmbH mit dem Sitz in Braunhausen mit der Raiffeisenkasse Gilfershausen eGmbH mit dem Sitz in Gilfershausen, der Raiffeisenkasse Iba eGmbH, der Raiffeisenkasse Imshausen eG mit dem Sitz in Imshausen und der Raiffeisenkasse Solz eGmbH mit dem Sitz in Solz.
Die Raiffeisenkasse Ulfetal eG entstand 1975 aus der Fusion der Raiffeisenkasse Breitau eG mit dem Sitz in Breitau mit der Raiffeisenkasse Ulfen eG mit dem Sitz in Ulfen.
Im Jahr 1967 fusionierte die Raiffeisenkasse Süß eGmbH mit dem Sitz in Süß mit der Raiffeisenkasse Richelsdorf eGmbH zur Raiffeisenkasse Richelsdorf-Süß eGmbH.
Durch die Fusion der Raiffeisenbank Niederaula-Kirchheim eG mit dem Sitz in Niederaula mit der Raiffeisenbank Oberaula-Frielingen eG mit dem Sitz in Oberaula entstand im Jahr 1990 die Raiffeisenbank Aulatal eG mit dem Sitz in Kirchheim.
Die Raiffeisenkasse eGmbH Niederaula fusionierte im Jahr 1968 mit der Raiffeisenkasse Niederjossa eGmbH mit dem Sitz in Niederjossa. Durch die Fusion der Raiffeisenbank Niederaula eG mit der Raiffeisenbank Kirchheim eG mit dem Sitz in Kirchheim entstand im Jahr 1979 die Raiffeisenbank Niederaula-Kirchheim eG.
Im Jahr 1977 entstand die Raiffeisenbank Oberaula-Frielingen eG durch die Fusion der Raiffeisenbank Frielingen e.G. mit dem Sitz in Frielingen mit der Raiffeisenbank Oberaula eG.
Die damalige Raiffeisenbank Aulatal eG fusionierte zuvor im Jahr 1993 mit der Raiffeisenbank Breitenbach am Herzberg eG mit dem Sitz in Breitenbach am Herzberg. Die Raiffeisenkasse Breitenbach am Herzberg eGmbH fusionierte 1972 mit der Raiffeisenkasse Hatterode e.G.m.b.H. mit dem Sitz in Hatterode zur Raiffeisenkasse eGmbH Breitenbach am Herzberg.
Die bislang letzte Fusion erfolgte zum 1. Januar 2016 mit der Bankverein Bebra eG mit dem Sitz in Bebra, die über weitere Geschäftsstellen in Alheim-Heinebach, Gerstungen, Rotenburg an der Fulda, Sontra und Wildeck-Obersuhl verfügte. Damit erlangte das Geschäftsgebiet der VR-Bankverein Bad Hersfeld Rotenburg eG seine heutige Größe. Die Gründung der Bankverein Bebra eG erfolgte im Jahr 1908 als Spar- und Darlehnskasse eGmuH in Bebra. Weitere Details zur Geschichte der Bankverein Bebra siehe hier.
Im Jahr 1969 fusionierte der Bankverein Bebra eGmbH mit der Raiffeisenkasse Breitenbach e.G.m.b.H. mit dem Sitz in Breitenbach und dann im Jahr 1999 als Bankverein Bebra eG mit der Raiffeisenbank Alheim eG mit dem Sitz in Alheim.
Durch die Fusion der Raiffeisenkasse Baumbach-Sterkelshausen eGmbH mit dem Sitz in Baumbach mit der Raiffeisenkasse Gudegrund e.G.m.b.H. mit dem Sitz in Niedergude und der Raiffeisenkasse Heinebach-Ellenbach eGmbH mit dem Sitz in Heinebach entstand im Jahr 1973 die Raiffeisenbank Alheim eGmbH. Die Raiffeisenkasse Baumbach-Sterkelshausen eGmbH entstand 1966 aus der Fusion der Raiffeisenkasse Baumbach eGmbH mit der Raiffeisenkasse Sterkelshausen eGmbH mit dem Sitz in Sterkelshausen. Im gleichen Jahr fusionierten die Raiffeisenkasse Heinebach eGmbH und die Raiffeisenkasse Oberellenbach eGmbH mit dem Sitz in Oberellenbach zur Raiffeisenkasse Heinebach-Ellenbach eGmbH.
Im Jahr 2025 fusionierte die Bank an mit der Volksbank Mittelhessen und wird von dieser in ihrem bisherigen Geschäftsgebiet als Zweigniederlassung weitergeführt.

## Rechtsverhältnisse
Die VR-Bankverein Bad Hersfeld-Rotenburg eG war im Genossenschaftsregister beim Amtsgericht Bad Hersfeld unter GnR 134 eingetragen.

## Sicherungseinrichtung
Die VR-Bankverein Bad Hersfeld-Rotenburg eG war neben der gesetzlichen Einlagensicherung auch der amtlich anerkannten Sicherungseinrichtung des Bundesverbandes der Deutschen Volksbanken und Raiffeisenbanken GmbH und der zusätzlichen freiwilligen Sicherungseinrichtung des Bundesverbandes der Deutschen Volksbanken und Raiffeisenbanken e.V. angeschlossen.

## Geschäftsausrichtung
Die VR-Bankverein Bad Hersfeld-Rotenburg eG betrieb das Universalbankgeschäft und gehörte der genossenschaftlichen Finanzgruppe der Volks- und Raiffeisenbanken an und war Mitglied im Bundesverband der Deutschen Volksbanken und Raiffeisenbanken e.V. (BVR). Im Verbundgeschäft arbeitete sie mit der DZ Bank, R+V Versicherung, Bausparkasse Schwäbisch Hall, Teambank, VR Smart Finanz, DZ Hyp und der Union Investment zusammen.

## Geschäftsgebiet
Das Geschäftsgebiet lag innerhalb des Landkreises Hersfeld-Rotenburg, im südlichen Teil des Werra-Meißner-Kreises und im Wartburgkreis in Thüringen.
An diesen Orten betrieb die Bank Filialen:
- Bad Hersfeld (Hauptstelle, jur. Sitz + 1 Geschäftsstelle + 3 SB-Geschäftsstelle)
- Bebra (Geschäftsstelle  + 1 SB-Geschäftsstelle)
- Breitenbach am Herzberg (Geschäftsstelle)
- Gerstungen (Geschäftsstelle)
- Heinebach (Geschäftsstelle)
- Heringen (Geschäftsstelle)
- Friedlos (Geschäftsstelle)
- Nentershausen (Geschäftsstelle)
- Niederaula (Geschäftsstelle)
- Kirchheim (Geschäftsstelle)
- Oberaula (Geschäftsstelle)
- Obersuhl (Geschäftsstelle)
- Rotenburg an der Fulda (Geschäftsstelle + 1 SB-Geschäftsstelle)
- Sontra (Geschäftsstelle)
- Obergeis (Geschäftsstelle)

Das Filialnetz der VR-Bankverein Bad Hersfeld-Rotenburg eG überschnitt sich teilweise mit dem Geschäftsgebieten der Raiffeisenbank Werratal-Landeck eG, die ebenfalls eine Filiale in Heringen hat.

## Tochterunternehmen

### VR-Immobilien & Service GmbH
Die VR-Immobilien & Service GmbH war als 100%ige Tochter der VR-Bankverein Bad Hersfeld-Rotenburg eG seit 2007 für ihre Kunden tätig. Geschäftszweck war Vermittlung von Immobilien, der Hausverwaltung bestehender Objekte und sonstiger Dienstleistungen wie z. B. die Marktermittlung von Immobilien.

### VR-Serviced Apartments GmbH
Die VR-Serviced Apartments GmbH war eine 100%ige Tochter der VR-Bankverein Bad Hersfeld-Rotenburg eG. Seit dem Jahr 2019 wurden am ersten Standort in Obergeis Unterkünfte für Kurzzeitreisende, Business- und Langzeitgäste angeboten.
Im Jahr 2022 wurde ein Geschäftshaus in Gerstungen in der Wilhelmstraße 69 mit der Eröffnung der Bankfiliale am 12. Dezember 2022 im Erdgeschoss in Betrieb genommen. Im Januar 2023 eröffnete die integrierte Filiale einer Bäckerei und die anmietbaren Apartments in den oberen drei Stockwerken wurden am mit einem Tag der offenen Tür am 3. März 2023 offiziell eingeweiht.

### VR-Immobilienentwicklung GmbH
Die VR-Immobilienentwicklung GmbH war eine 100%ige Tochtergesellschaft der VR-Bankverein Bad Hersfeld-Rotenburg eG. Gegenstand der Gesellschaft ist die Planung, Entwicklung und Realisierung von gewerblichen und wohnwirtschaftlichen Immobilien, die Betreuung und Bewirtschaftung von Bestandsobjekten, die Unterstützung und Beratung bei Ankäufen und Verkäufen sowie verwandte Nebengeschäfte, die zur Erreichung des Firmenzweckes geeignet sind.
Im Mai 2019 wurde das Referenzobjekt „Franz52“ in Bebra fertiggestellt. Es besteht aus einem Wohn- und Geschäftshaus, einer Gewerbeeinheit und einer Ladenetage im Erdgeschoss. In der Ladenetage wurde vom 4. November 2021 bis zur Schließung am 29. Oktober 2022 ein „VR-BioMarkt“ eingerichtet der aufgrund der wirtschaftlichen Rahmenbedingungen am ausgewählten Standort keine wirtschaftlich tragfähige Umsetzung erreichte. Weitere Immobilienobjekte wurden mit einem Wohn- und Geschäftshaus in der Apothekenstraße 10/12 in Bebra, einem Bürogebäude im Seilerweg 2F in Bad Hersfeld, einem Industrieobjekt in der Justus-Liebig-Straße im Industriegebiet „Nord Bebra“, einem Nahversorgungsmarkt in der Erfurter Straße 21 in Bad Hersfeld und einem Pflegeheim in der Friedrichstraße 19/21 in Bebra umgesetzt.